# دائرة شطايبي
دائرة شطايبي إحدى دوائر ولاية عنابة الجزائرية. عاصمتها هي شطايبي وتضم بلديات : 
- شطايبي